# Programa de desarrollo
Se entiende por programa de desarrollo a una serie de acciones organizadas con la finalidad de mejorar las condiciones de vida en una determinada región o país en forma integral y sostenible. Algunas veces para ser más explícitos se les llama programa de desarrollo económico y social.
Los programas de desarrollo pueden ser concebidos por los propios países, regiones o gobiernos locales con base en sus propios recursos, o, las autoridades de los países pobres los plantean solicitando simultáneamente ayuda a organizaciones internacionales o a gobiernos amigos.
Existen varias agencias de cooperación internacional, gobiernos y privados que financian, apoyan y organizan programas de desarrollo en los llamados países en desarrollo de África, América Latina y el Sudeste asiático.
Entre las organizaciones multilaterales que financian programas de desarrollo están:
- Las Naciones Unidas (véase Programa de las Naciones Unidas para el Desarrollo);
- La Unión Europea; véase Programa de desarrollo de zonas urbano marginales, realizado en Guayaquil, entre 2002 y 2006, como un caso concreto de un programa de desarrollo financiado con recursos de la Unión Europea.

Los principales países que mantienen programas de desarrollo en el llamado tercer mundo son Alemania, Canadá, EE. UU., España, Italia, Noruega, Suecia, Suiza y, en general, los países desarrollados de Europa Occidental.